# Green Isle
Green Isle ist eine City im Sibley County in Minnesota, Vereinigte Staaten. Das U.S. Census Bureau hat bei der Volkszählung 2020 eine Einwohnerzahl von 591 ermittelt.

## Geographie
Nach den Angaben des United States Census Bureaus hat die Stadt eine Fläche von 1,9 km², die ausschließlich aus Land besteht. Die Minnesota State Routes 5 und 25 führen durch den Ort.

## Demographie
Zum Zeitpunkt des United States Census 2000 bewohnten Green Isle 334 Personen. Die Bevölkerungsdichte betrug 171,9 Personen pro km². Es gab 141 Wohneinheiten, durchschnittlich 72,6 pro km². Die Bevölkerung Hoquiams bestand zu 98,50 % aus Weißen, 0,30 % Schwarzen oder African American, 0,90 % Asian, 0,30 % gaben an, anderen Rassen anzugehören. 3,59 % der Bevölkerung erklärten, Hispanos oder Latinos jeglicher Rasse zu sein.
Die Bewohner Green Isles verteilten sich auf 136 Haushalte, von denen in 33,1 % Kinder unter 18 Jahren lebten. 65,4 % der Haushalte stellten Verheiratete, 5,9 % hatten einen weiblichen Haushaltsvorstand ohne Ehemann und 25,0 % bildeten keine Familien. 22,8 % der Haushalte bestanden aus Einzelpersonen und in 11,0 % aller Haushalte lebte jemand im Alter von 65 Jahren oder mehr alleine. Die durchschnittliche Haushaltsgröße betrug 2,46 und die durchschnittliche Familiengröße 2,89 Personen.
Die Stadtbevölkerung verteilte sich auf 24,9 % Minderjährige, 7,5 % 18–24-Jährige, 32,6 % 25–44-Jährige, 18,3 % 45–64-Jährige und 16,8 % im Alter von 65 Jahren oder mehr. Das Durchschnittsalter betrug 36 Jahre. Auf jeweils 100 Frauen entfielen 108,8 Männer. Bei den über 18-Jährigen entfielen auf 100 Frauen 110,9 Männer.
Das mittlere Haushaltseinkommen in Green Isle betrug 44.792 US-Dollar und das mittlere Familieneinkommen erreichte die Höhe von 51.964 US-Dollar. Das Durchschnittseinkommen der Männer betrug 31.979 US-Dollar, gegenüber 25.625 US-Dollar bei den Frauen. Das Pro-Kopf-Einkommen in Green Isle war 25.537 US-Dollar. 2,5 % der Bevölkerung und 1,8 % der Familien hatten ein Einkommen unterhalb der Armutsgrenze, davon waren keine Minderjährigen und 11,8 % der Altersgruppe 65 Jahre und mehr betroffen.